# Ionos folyadék

Az 1-butil-3-metilimidazólium-hexafluorfoszfát képlete

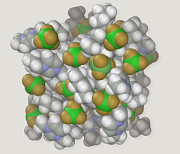
Imidazóliumalapú ionos folyadék szerkezete.

Az ionos folyadék folyékony só. Egyes szerzők e fogalmat adott hőmérséklet, például 100 °C (373 K) alatti olvadáspontú sókra szűkítik. Míg a hagyományos folyadékok, például a víz töltetlen molekulákból állnak, az ionos folyadékok nagyrészt ionokból. Nevezik többek közt még folyékony elektrolitoknak, sóolvadékoknak vagy ionos üvegeknek.
Az ionos folyadékoknak számos lehetséges alkalmazásuk van. Erős oldószerek, és elektrolitként használhatók. A környezeti hőmérséklethez közel folyékony sók fontosak az akkumulátorokhoz, és tömítésre is használhatók lehetnek alacsony gőznyomásuk miatt.
A bomlás és párolgás nélkül olvadó sók általában ionos folyadékokat adnak. Például a nátrium-klorid 801 °C-on (1074 K) olvad nagyrészt Na+ és Cl− ionokat tartalmazó folyadékká. Ugyanígy egy ionos folyadék hűtésekor kristályos vagy üveges anyaggá szilárdulhat.
Az ionkötés általában erősebb a hagyományos folyadékok van der Waals-erőinél, ezért rácsenergiájuk és olvadáspontjuk nagy. Egyes, különösen szerves ionokat tartalmazó sók rácsenergiája alacsony, így standard hőmérsékleten vagy az alatt folyékonyak. Ilyenek az 1-etil-3-metilimidazóliumion sói, például az EMIM:Cl, az EMIMAc, a –21 °C-on (252 K) olvadó EMIM-diciánamid ((C2H5)(CH3)C3H3N+2N(CN)−2) és az 1-butil-3,5-dimetilpiridínium-bromid, mely –24 °C-on (249 K) fagy üveggé.
Az alacsony hőmérsékletű ionos folyadékok összehasonlíthatók az ionokat és semleges molekulákat tartalmazó ionos oldatokkal, de különösen a mély eutektikus oldószerekkel, melyek ionos és nem ionos anyagok keverékei sokkal alacsonyabb olvadásponttal a tiszta anyagoknál. Egyes nitrátok keverékeinek akár 100 °C alatt is lehet az olvadáspontja.

## Történet
Az ionos folyadék fogalma általános értelemben már 1943-ban szerepelt.
Az „első” ionos folyadék felfedezője és felfedezésének dátuma ismeretlen. Az 52-55 °C olvadáspontú etanolammónium-nitrátról S. Gabriel és J. Weiner számolt be 1888-ban. 1911-ben Prafulla Csandra Raj és Raksit az etilamin, a dimetilamin és a trimetilamin nitritjeinek szintézise közben felfedezték, hogy az etilammónium-klorid és az ezüst-nitrát reakciója instabil etilammónium-nitritet (C2H5NH+3NO−2) adott, mely nehéz, sárga folyadék volt, só és jég keverékébe téve nem szilárdult meg, s feltehetően az első szoba-hőmérsékletű ionos folyadék volt. 1914-ben Paul Walden számolt be az első stabil szoba-hőmérsékletű ionos folyadékokról, az etilammónium-nitrátról (C2H5NH+3NO−3, olvadáspont 12 °C). Az 1970-es és 1980-as években alkilimidazólium és piridíniumionok halogenidjeit és tetrahalogénaluminátjait hozták létre potenciális akkumulátorok potenciális elektrolitjaiként.
Az imidazólium-halognaluminátok tulajdonságai, például viszkozitásuk, olvadáspontjuk és savasságuk az alkilcsoportok és az imidazólium/piridínium, illetve halogenid/halogénaluminát arányok módosításával állítható be. Ezek fő hátrányai a nedvességérzékenység és a savasság/lúgosság. 1992-ben Wilkes és Zawarotko ionos folyadékokat állítottak elő „semleges” gyengén koordináló anionokkal, például PF−6-tal és BF−4-tal, sokkal szélesebb körű alkalmazást lehetővé téve.

## Jellemzők
Az ionos folyadékok általában színtelen viszkózus folyadékok. Gyakran közepes vagy nagy ellenállásúak, és nem ionizálnak. Gőznyomásuk alacsony. Sokuk kevéssé gyúlékony, és hőstabil.
Oldhatósági jellemzőik eltérnek. A telített vegyületek általában kevéssé oldékonyak ionos folyadékokban, az alkének valamivel oldhatóbbak, és az aldehidek gyakran elegyednek. E különbség használható fel a kétfázisú katalízisben hidrogénezés és hidrokarbonilezés esetén, lehetővé téve a termékek és a szubsztrátok könnyű elválasztását. A gázok oldékonysága hasonlóan változik, a szén-dioxid sok ionos folyadékban jól oldódik. A szén-monoxid kevésbé oldódik ionos folyadékokban sok gyakori szerves oldószernél, és a hidrogén csak kevéssé oldódik (hasonlóan a vízhez), és ebben a gyakori ionos folyadékok közt kicsi az eltérés. Az ionos folyadékok oldhatósága vízben vagy szerves oldószerekben oldallánchossztól és aniontól függ. Funkcionalizálhatók savvá, bázissá vagy ligandummá, és stabil karbének prekurzorai. Különleges tulajdonságaik miatt az ionos folyadékokat sok alkalmazásban vizsgálták.

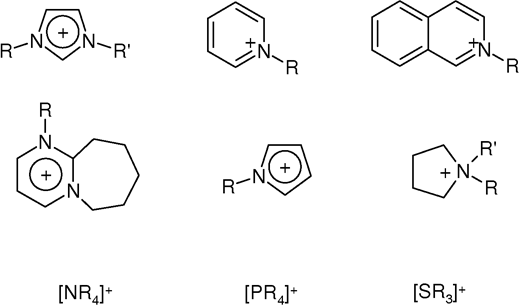
Ionos folyadékok gyakori kationjai

Egyes ionos folyadékok vákuumban 300 °C körül desztillálhatók. A gőz nem külön ionokból áll, hanem ionpárokból.
Az IL-ek széles tartományban folyékonyak. Egyes IL-ek fagyáspontja alacsony, akár –150 °C alatt is lehet. N-metil-N-alkilpirrolidínium-fluorszulfonil-trifluormetánszulfonilimidek (FTFSI) üvegesedési hőmérséklete –100 °C alatt volt. Az alacsony hőmérsékletű (130 K alatt) ionos folyadékok nagy forgó folyadéktükrű holdi teleszkópra is alkalmazhatók lehetnek.
A víz az ionos folyadékok gyakori szennyeződése, mivel a légkörből felvehetők, ez befolyásolja az RTIL-ek jellemzőit még alacsony koncentráció mellett is.

## Változatok

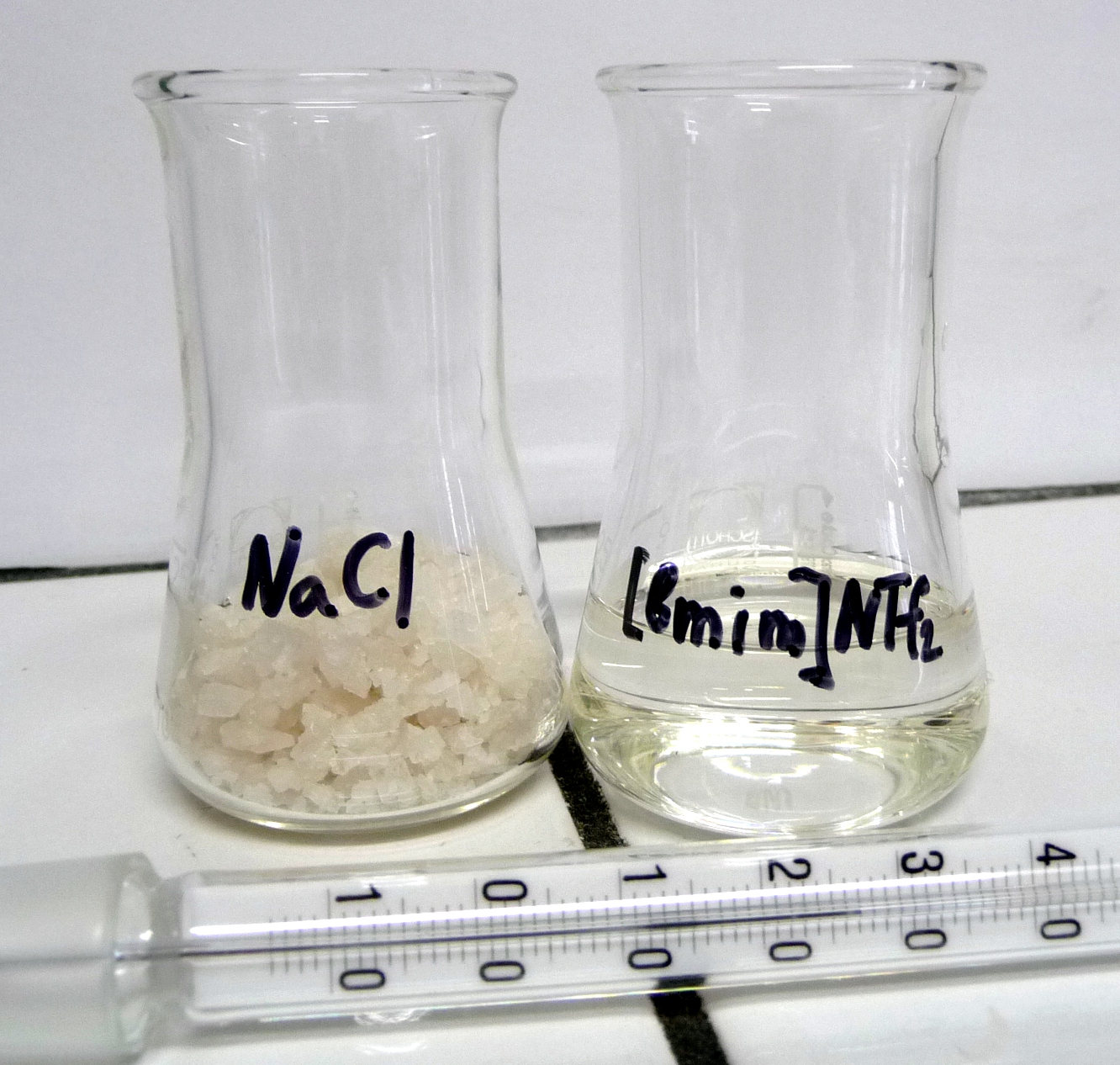
Nátrium-klorid (NaCl) és 1-butil-3-metilimidazólium-bisz(trifluormetilszulfonil)imid 27 °C-on (300 K)

Hagyományosan az IL-ek aszimmetrikus, rugalmas szerves kationokból és szimmetrikus gyengén koordináló anionokból állnak. A kationos és anionos összetevők is széles körben változnak.

### Kationok
A legtöbb RTIL 1-alkil-3-metilimidazóliumsó. Példák erre az 1-etil-3-metil (EMIM), az 1-butil-3-metil- (BMIM), az 1-oktil-3-metil- (OMIM), az 1-decil-3-metil- (DIM) és az 1-dodecil-3-metilimidazólium (dodecylMIM). További imidazóliumionok például az 1-butil-2,3-dimetilimidazólium (BMMIM vagy DBMIM) és az 1,3-bisz(N,N-dimetilaminoetil)-2-metilimidazólium (DAMI). További N-heterociklikus kationok piridinszármazékok, például a 4-metil-N-butilpiridínium (MBPy) és az N-oktilpiridínium (C8Py). A kvaterner ammóniumionok, például a tetraetilammónium és a tetrabutilammónium is alkothatnak IL-t.

### Anionok
Jellemző anionok az ionos folyadékokban a tetrafluorborát (BF−4), a hexafluorfoszfát (PF−6), a bisz(trifluormetánszulfon)imid (NTf−2), a trifluormetánszulfonát (OTf), a diciánamid (N(CN)−2), a hidrogén-szulfát (HSO−4 és az etil-szulfát (EtOSO−3). Paramágneses anionok mágneses ionos folyadékokat adnak, például az 1-butil-3-metilimidazólium-tetraklórferrát esetén.

#### Speciális IL-ek
A protikus ionos folyadékok savról bázisra történő protontranszferrel keletkeznek. Szemben más, többlépéses szintézist igénylő ionos folyadékokkal, a protikus ionos folyadékok egyszerűen a sav és a bázis keverésével állíthatók elő.
A foszfóniumionok ([R1R2PR3R4]+) ritkábbak, de vannak előnyös jellemzőik. Példák ezekre a trihexil(tetradecil)foszfónium (P6,6,6,14) és tributil(tetradecil)foszfónium (P4,4,4,14). 

### Polimer-IL-ek
A polimerizált ionos folyadékok, röviden PIL-ek az ionos folyadékok polimer formái. Fele olyan ionosak, mint a hagyományos ionos folyadékok, mivel egy ion a polimer részeként rögzült. A PIL-ek hasonló körben használatosak a hagyományos IL-ekhez, de a polimer szerkezet révén jobban irányítható az ionos vezetőképesség. Az ionos folyadékok így okos anyagokhoz vagy szilárd elektrolitokhoz használhatók.

## Alkalmazások
Sok alkalmazásukat felvetették, de csak kevésből készült termék. Az IL-eket az alkiláció katalizátoraként használják a benzintermelésben.

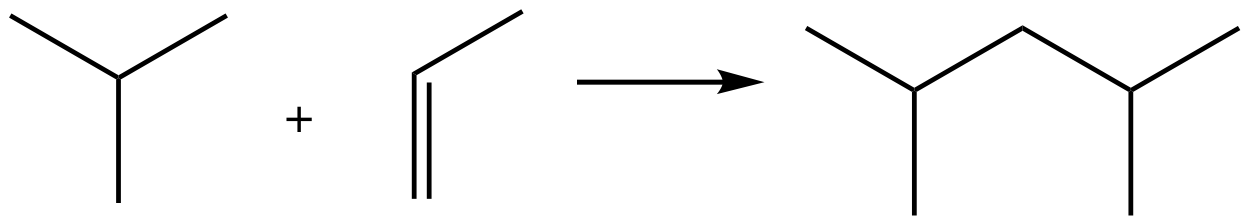
A Chevron IL-katalizált útja 2,4-dimetilpentán előállítására

Egy tetraalkilfoszfónium-jodid-alapú IL oldja a tributilón-jodidot, mely a butadién monoepoxidjának átrendezését katalizálja. Ezt a 2,5-dihidrofurán előállítási útjaként használták, de ez később megszűnt.

## Lehetséges alkalmazások

### Katalízis
Az IL-ek a palládium-nanorészecskék katalitikus teljesítményét javítják. Ezenkívül az ionos folyadékok használhatók kémiai átalakítások katalízisére. Ebben a dialkilimidazóliumsókat, például az EMIMAc-ot egy bázissal együtt használva előállítottak N-heterociklikus karbéneket (NHC). Ezek számos átalakítást, például a benzoinkondenzációt és az OTHO-reakciót katalizálják.

### Gyógyszerek
Mivel nagyjából a forgalmazott gyógyszerek 50%-a só, számos gyógyszer ionosfolyadék-változatát vizsgálták. Egy gyógyszerészetileg hatékony kation és anion kombinációja kétszeresen aktív ionos folyadék, ahol a hatásuk összeadódik.
Az IL-ek bizonyos vegyületeket ki tudnak vonni növényekből gyógyszerészeti, táplálkozási és kozmetikai célokra, például az Artemisia annua növényből az artemisinint.

### Biopolimer-feldolgozás
A cellulóz IL-ekben való oldása is érdeklődést okozott. Egy 1930-as szabadalom szerint az 1-alkilpiridínium-kloridok oldják a cellulózt. A cellulóz „valorizációja”, vagyis értékesebb vegyületekké alakítása ionos folyadékokkal lehetséges. Fontos termékek például a glükózészterek, a szorbit és az alkilglikozidok. Az 1-butil-3-metilimidazólium-klorid oldja a fagyasztva szárított banánpépet és 15% dimetil-szulfoxiddal együtt lehetségessé teszi a szén-13-NMR-analízist. Így a banánérés függvényében mérhető a keményítő, a szacharóz, a glükóz és a fruktóz mennyisége.
A cellulózon kívül más biopolimerek, például kitin/kitozán, keményítő, alginát, kollagén, zselatin, keratin és fibroin oldására, kivonására, feldolgozására és módosítására is használhatók. Például az IL-ek lehetővé teszik a biopolimerek különböző formában (például szivacsok, filmek, mikro-, nanorészecskék, aerogélek) való előkészítését és a jobb biopolimer-reakciókat, biopolimer-alapú gyógyszer-/génszállítókat adva. Továbbá az IL-ek lehetővé teszik kémiailag módosított keményítők nagy hatékonyságú és szubsztitúciós fokú (DS) előállítását és számos keményítőalapú anyag, például a termoplasztikus keményítő, a kompozitfilmek, a szilárdpolimer-elektrolitok és a gyógyszerhordozók fejlesztését.

### Nukleárisüzemanyag-újrafeldolgozás
Az 1-butil-3-metilimidazólium-kloridot vizsgálták urán kinyerésére kimerült üzemanyagból és más forrásokból.

### Naphőenergia
Az IL-ek lehetséges hőtranszfer- és -tároló közeg naphőenergia-rendszerekben. A koncentráló naphőerőművek, például a parabolavályúk és a naphőtornyok a napenergiát egy vevő felé fókuszálják, ami mintegy 600 °C-os (873 K) hőmérsékletet okoz. Ez elektromosságot generálhat gőz- vagy más ciklusban. A felhős időre való tároláshoz vagy az éjszakai generáláshoz az energia egy köztes folyadék hevítésével tárolható. Bár a nitrátokat már az 1980-as évek elején használták, ezek 220 °C-on (493 K) fagynak, így megszilárdulásukat hevítéssel kell megakadályozni. Az ionos folyadékok, például a [C4mim][BF4] sokkal kedvezőbb folyadéktartományúak (–75 és 459 °C közt), így jobb folyékony hőtároló közegek és hőközvetítő folyadékok.

### Újrahasznosítás
Az IL-ek segíthetik a szintetikus áruk, műanyagok és fémek újrahasznosítását a hasonló vegyületek, például a műanyaghulladékban lévő polimerek elkülönítéséhez szükséges specificitásuk révén. Ez alacsonyabb hőmérsékletű kivonással érhető el a korábbi módszereknél, és segíthet a műanyagok égetésének és hulladéklerakóba kerülésének csökkentésében.

### Akkumulátorok
Az IL elektrolitok helyettesíthetik a vizet a fém-levegő akkumulátorokban alacsony gőznyomásuk miatt. Továbbá elektrokémiai tartományuk akár 6 V is lehet a víz 1,23 V-jával szemben, lehetővé téve nagyobb, feltehetően akár 900-1600 Wh/kg energiasűrűséget is.

### Diszpergálószer
Festékekben diszpergálószerként használhatók a fényezés, a megjelenés és a száradás javítására. Az IL-eket az IOLITEC nanoanyagok diszperziójára használja.

### Szénkötés
Az IL-eket és az aminokat szén-dioxid-megkötésre és földgáztisztításra vizsgálták.

### Tribológia
Egyes ionos folyadékokat tribológiai tesztekben a súrlódás és kopás csökkentésére használnak, és polaritásuk miatt lehetséges síkosítók tribotronikai eszközökben. Bár viszonylag nagy költségük megakadályozza síkosítókénti használatukat, az olajokhoz akár 0,5% koncentrációban is hozzáadva jelentősen megváltoztathatja a hagyományos olajok síkosítási természetét. Így az ionos folyadékok síkosítóolajhoz adott adalékkénti kutatása folyik, gyakran a gyakran használt, természetre káros adalékanyagok felváltására. Azonban az ökológiai előnyeiket gyakran megkérdőjelezik, és biztonságuk az életciklus szempontjából is vizsgálandó.

## Biztonság
Az ionos folyadékok kis gőznyomása gyakorlatilag kizárja a szennyezés egy fő útját.
Az ionos folyadékok toxicitása vízben a jelenlegi oldószerekhez hasonló vagy nagyobb.
Az ultrahang hidrogén-peroxidos és ecetsavas imidazóliumsó-oldatokat viszonylag ártalmatlan vegyületekre tudja bontani.
Alacsony gőznyomásuk ellenére sok IL éghető.
Sablon:Blockquote